# بوب ستيل (لاعب كرة قاعدة)
بوب ستيل (بالإنجليزية: Bob Steele) هو لاعب كرة قاعدة أمريكي، ولد في 29 مارس 1894 في شمبلين في كندا، وتوفي في 27 يناير 1962 في أوكالا في الولايات المتحدة.

## وصلات خارجية
- بوب ستيل على موقعبيزبول رفرنس.كوم (الدوري الرئيسي) (الإنجليزية)
- بوب ستيل على موقعبيزبول رفرنس.كوم (الدوري الثانوي) (الإنجليزية)